# Valli del Pasubio
Valli del Pasubio är en ort och kommun i provinsen Vicenza i regionen Veneto i Italien. Kommunen hade 3 114 invånare (2018).